# Plagithmysus pipturicola
Plagithmysus pipturicola là một loài bọ cánh cứng trong họ Cerambycidae.